# Język molof
Język molof, także: ampas, powle-ma, poule – język papuaski używany w prowincji Papua w Indonezji, przez grupę ludności blisko granicy z Papuą-Nową Gwineą. Według danych z 2005 roku posługuje się nim 230 osób.
Publikacja Peta Bahasa podaje, że jego użytkownicy zamieszkują wsie Warley i Molof w dystrykcie Senggi (kabupaten Keerom). Oprócz tego jest używany we wsiach Purwasi, Tawasi i Tiarsi.
Istnienie wsi Molof odnotowano w 1940 r., a w 1956 r. ukazały się wczesne dane leksykalne dot. miejscowego języka. Molof nie został bliżej udokumentowany przez badaczy, a jego przynależność lingwistyczna jest słabo ustalona. Nie jest blisko spokrewniony z żadnym innym językiem. William A. Foley i Harald Hammarström opisują go jako język izolowany, podobnie czynią autorzy publikacji Glottolog (4.6). Timothy Usher próbnie umieszcza go w ramach rodziny języków pauwasi. Autorzy katalogu Ethnologue (wyd. 22) powstrzymują się od prób jego klasyfikacji. Wcześniej C.L. Voorhoeve (1975) uznał molof za izolat w ramach języków transnowogwinejskich.